# Architektura i Budownictwo
Architektura i Budownictwo – polski miesięcznik poświęcony architekturze, urbanistyce i budownictwu wydawany w latach 1922–1939 w Warszawie.

## Historia i profil
Pismo powstało z inicjatywy środowiska architektów z Warszawy, Krakowa, Lwowa, Poznania i Wilna. W skład komitetu założycielskiego wchodzili: Jerzy Beill, Władysław Borawski, Alfred Dickstein, Jan Heurich, Karol Jankowski, Juliusz Kłos, Józef Krupa, Franciszek Lilpop, Julian Lisiecki, Zdzisław Mączeński, Władysław Michalski, Witold Minkiewicz, Ludwik Sokołowski, Henryk Stifelman, Tadeusz Stryjeński, Rudolf Świerczyński i Zygmunt Wóycicki.
Miesięcznik miał zasięg ogólnopolski. Podejmował szeroki zakres tematów z dziedziny architektury, urbanistyki i budownictwa w Polsce i za granicą. Miał bogatą szatę graficzną. Był ilustrowany licznymi zdjęciami, rysunkami i planami. Zajmował się historią architektury, ale przede wszystkim zamieszczał najnowsze informacje oraz prezentował najciekawsze ówczesne projekty i realizacje. Niestety wiele z przedstawionych budowli uległo zniszczeniu w czasie II wojny światowej i po niej.
Pierwszy numer czasopisma ukazał się w sierpniu 1925, ostatni zaś w czerwcu 1939. Ukazywało się nakładem Spółdzielni Wydawniczej Architektów. Tworzyli je czołowi polscy architekci i plastycy tacy jak Teodor Bursze, Jerzy Hryniewiecki, Marian Lalewicz, Romuald Miller, Lech Niemojewski, Tadeusz Nowakowski, Jan Poliński, Stefan Tworkowski, Antoni Wieczorkiewicz, Stanisław Woźnicki, Zygmunt Wóycicki i Jan Zachwatowicz.